# Tillandsia rayonesensis
Tillandsia roseoscapa là một loài thuộc chi Tillandsia. Đây là loài đặc hữu của México.